# Ursa Mare
Ursa Mare (colocvial: Carul Mare) (în latină Ursa Major) este o constelație vizibilă din emisfera nordică. La latitudinea României este o constelație circumpolară, așa cum este și pentru toți  observatorii situați la latitudini mai înalte de 41° latitudine nordică. În aceste regiuni constelația nu apune niciodată. În greaca veche cuvântul urs se spunea arktos, Ursa Mare fiind una din cele 48 de constelații identificate de Ptolemeu.

## Configurația constelației

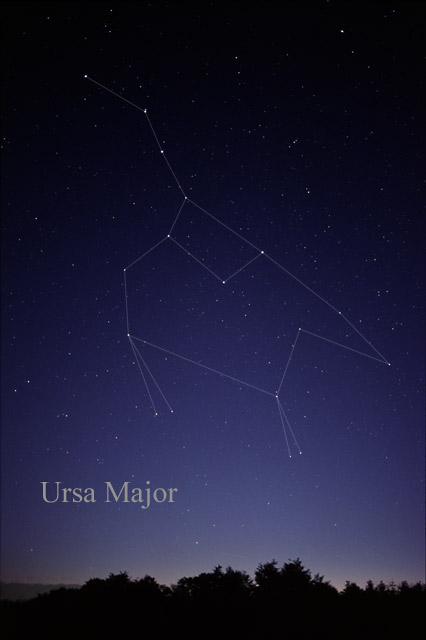
Constelația Ursa Mare, [http://www.allthesky.com/constellations/visualconstellations.html AlltheSky.com

Constelația circumpolară Ursa Mare este formată din șapte stele mai strălucitoare, de mărimea (magnitudinea) stelară de aproximativ doi (Alkaid: 1,85; Mizar: 2,20; Alioth: 1,75; Megrez: 3,30; Phad: 2,40; Merak: 2,30 și Dubhe: 2,00), așezate în formă de car. Mizar, a doua stea din coadă, renumită ca stea dublă, este vizibilă cu ochii liberi. Satelitul ei Alcor, de mărimea stelară cinci, formează o pereche fizică cu steaua Mizar și se află la o distanță unghiulară de 12' de aceasta. Mizar este atât stea dublă vizuală cu instrumente astronomice mai apropiate (14”), cât și  stea dublă spectroscopică. Numele popular al acestei constelații este „Carul Mare”.

## Observarea stelelor
Ursa Mare este una dintre cele mai cunoscute constelații, una dintre cele pe care de obicei înveți să le recunoști mai întâi în emisfera nordică. Șapte stele se evidențiază clar între celelalte și formează  Carul Mare. Această formațiune este vizibilă pe tot parcursul anului în localități situate la latitudini mai înalte de 40° latitudine nordică; cu titlu informativ, orașele New York, Roma și Beijing sunt foarte aproape de această latitudine. Pentru orașele aflate la sud, „Ursa Mare” dispare sub orizont în timpul toamnei.

## Principii de recunoaștere
Ursa Mare este poate cea mai cunoscută constelație; cele șapte stele principale ale asterismului, ce alcătuiesc oiștea și fața Carului Mare, au aproximativ aceeași strălucire.
 
Deoarece este ușor de recunoscut, pe baza ei este dată frecvent o metodă de găsire a Stelei Polare: se prelungește linia trasată imaginar pornind de la β Ursae Majoris (Merak) prin α Ursae Majoris (Dubhe), cele două stele care formează spatele Carului Mare, caracteristic Ursei Mari, cu „de cinci ori distanța dintre stelele α și β Ursae Majoris.” Locul astfel găsit este foarte aproape de Polaris (Steaua Polară).

## Detalii
Constelația circumpolară nordică Ursa Mare este una dintre cele mai vechi și mai recunoscute constelații. Menționată de Ptolemeu ca una dintre cele 48 de constelații originale, aceasta a jucat un rol important în toate culturile și civilizațiile, fiind amintită și în literatură, precum lucrările lui Homer, Spenser, Shakespeare și Tennyson. Ursa Mare a fost figurată de către Vincent van Gogh și a fost menționată în Biblie. 
Asterismul său primar este format din 7 până la 20 de stele și conține 93 de stele clasificate Bayer/Flamsteed. Acoperă o zonă mare a cerului de 1280 de grade pătrate, fiind a treia constelație ca mărime. Ursa Mare se învecinează cu constelațiile Draco, Camelopardalis, Lynx, Leo Minor, Leo, Coma Berenices, Canes Venatici și Bootes. Ea este vizibilă tuturor observatorilor situați între latitudinile de +90 și -30 de grade și cel mai bine poate fi urmărită la culminație, în luna aprilie. 

### Ursa Mare în Iliada
Constelația Ursa Mare este citată în cântul XVIII (475) din Iliada, în celebra descriere a scutului lui Ahile, făurit de însuși Hefaistos: 
„Cloșca cu puii, Hiadele și Orionul / Cel luminos, ba și Ursul, ce-i zice și Carul cel mare, [...]”

### Mitologie

#### Urși
Conform mitologiei grecești, Zeus a dorit cândva o femeie numită Callisto. De înțeles, soția sa Hera a devenit geloasă și a transformat-o pe Callisto într-o ursoaică. Între timp, fiul lui Callisto, Arcas, aproape a lovit-o accidental pe mama sa, în timp ce vâna. Pentru a evita tragedia, Zeus i-a transformat pe amândoi în stele și i-a plasat pe cer. Povestea grecească nu este o excepție, în sensul identificării acestei constelații ca fiind reprezentarea unui urs. Alte culturi, incluzând cea a triburilor indienilor americani, cultura evreiască și multe altele, au asemenea reprezentări.

#### Carul
Indiferent dacă se poate vedea reprezentarea unui urs în stelele Ursei Mari, cele șapte stele mai strălucitoare ale constelației formează bine-cunoscutul asterism „Carul Mare” (cum este numit în România, în SUA și în multe alte zone) sau „Plugul” (cum este numit în Anglia și Irlanda).
Altă variantă în mitologia greacă sugerează că fiul Demetrei cu Iasion, Filomenos, a fost primul care a inventat plugul. Ca răsplată, Demetra l-a urcat pe cer ca Boarul și Ursa Mare reprezintă plugul său cu boi.

## Asterismul Carul Mare

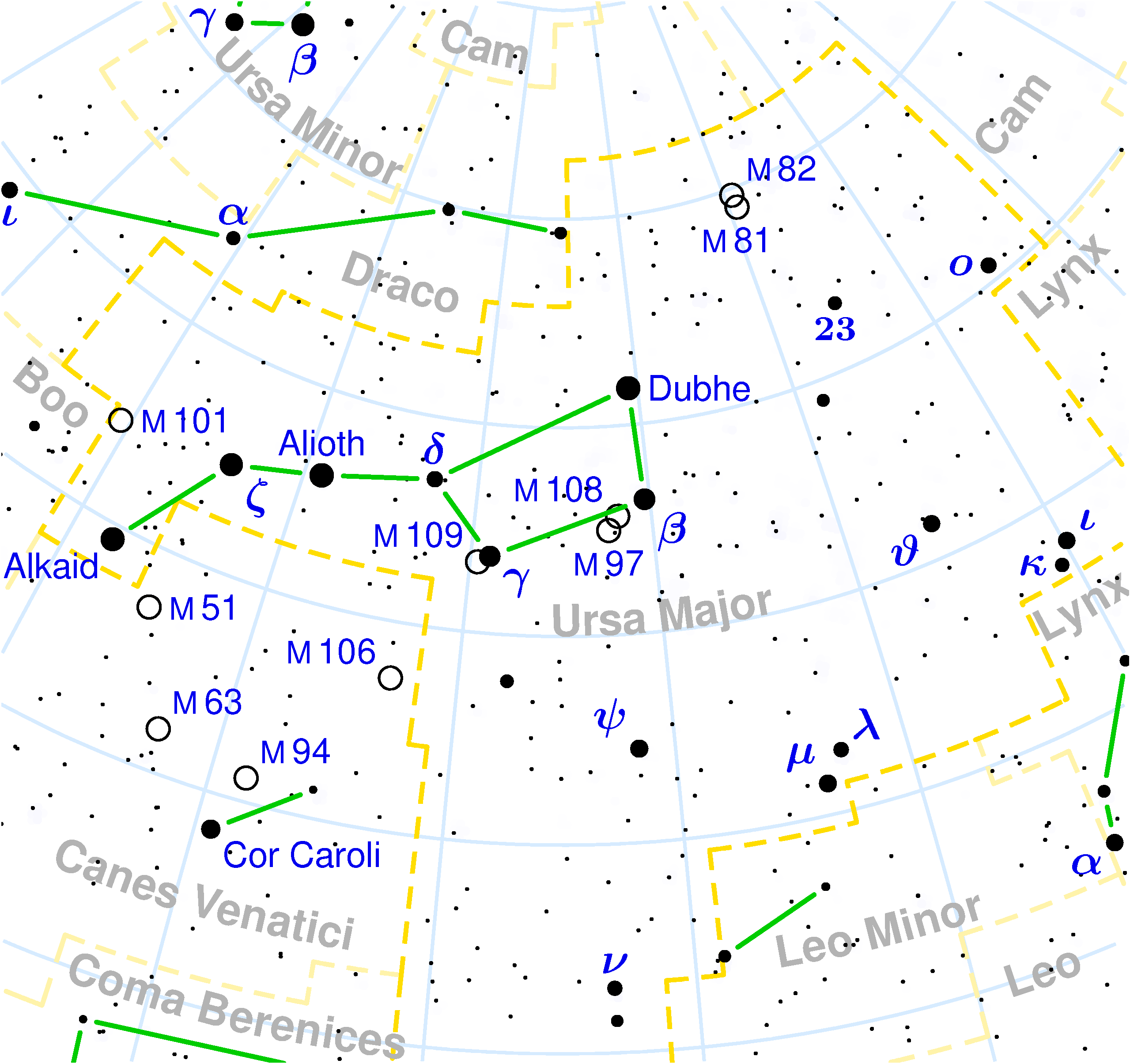
Asterismul Carul Mare din constelația Ursa Mare

De fapt, dacă ar fi să luăm constelația din punct de vedere astronomic, Ursa Mare este o constelație cu forma unui patruped, ce înglobează și asterismul Carul Mare. De multe ori, lumea confundă Carul Mare cu Ursa Mare, deși Carul Mare aparține Ursei Mari, și nu este același lucru. Cele șapte stele care formează Carul Mare sunt următoarele, pornind din spatele carului până la oiște: Dubhe, Merak, Phecda, Megrez, Alioth, Mizar, Alkaid. 
O altă denumire a Ursei Marei este Ursul Mare.

### Alcor și Mizar

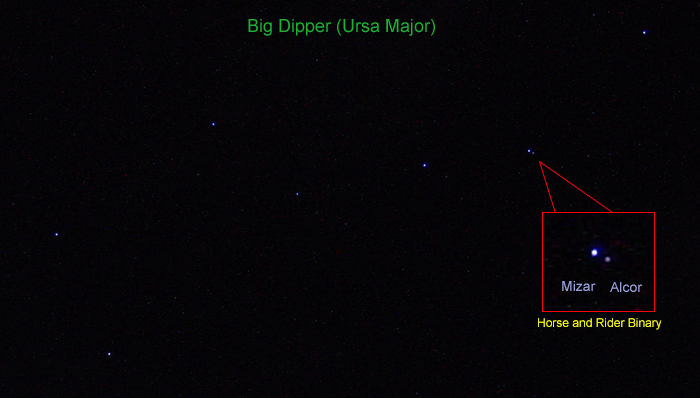
Alcor și Mizar în Ursa Mare

Carul Mare conține fenomenul optic de stea dublă; steaua în cauză se numește Alcor și Mizar.

## Obiecte cerești
Mai multe galaxii se găsesc în Ursa Mare, între care perechea  M81 (una dintre cele mai strălucitoare galaxii de pe cerul nocturn) și M82 deasupra «capului Ursoaicei», M101, o frumoasă galaxie spirală la nord-vest de Alkaid (η UMa) și galaxiile spirale M108 și M109. Constelația conține circa cincizeci de galaxii, dintre care cele mai multe au o magnitudine superioară lui 10, și, prin urmare, nu sunt vizibile fără un instrument.
Tot în constelația Ursa Mare se află și nebuloasa planetară M97.